# Petr Štěpánek (herec)
Petr Štěpánek (* 2. října 1948 Praha) je český divadelní, filmový, televizní a dabingový herec.

## Život
Je synem českého herce Zdeňka Štěpánka, bratrem herce Martina Štěpánka, herečky Jany Štěpánkové (dcery Eleny Hálkové, první manželky Zdeňka Štěpánka) a režisérky Kristiny Taberyové. Všichni jeho sourozenci již zemřeli a je poslední žijící z nich.
Jeho první manželkou byla herečka ND Regina Rázlová. Jeho druhou manželkou pak filmová režisérka Vlasta Janečková († 2012). Třetí chotí je česká herečka Zlata Adamovská.
Herectví studoval na pražské DAMU v letech 1966 až 1970. Ještě v době studií hostoval v Divadle Na zábradlí a v Národním divadle. Do stálého angažmá v Národním divadle nastoupil v roce 1970.
Tento gymnaziální spolužák herce Jaromíra Hanzlíka je považován za výrazného představitele kladných hrdinů, pohádkových princů a charakterních postav, muž hezkého znělého hlasu, významný činoherní i muzikálový a operetní herec. Jeho filmová prvotina byla balada Údolí včel z roku 1968. Větší roli si zahrál ve filmu Tajemství velikého vypravěče, kde ztvárnil Alexandra Dumase mladšího. Štěpánek je nejvíce znám z pohádek a dětských filmů, hrál například ve Zlatovlásce nebo televizním seriálu Záhada hlavolamu. Můžeme ho spatřit v detektivních rolích v seriálech 30 případů majora Zemana a Dobrodružství kriminalistiky. V lékařském prostředí se pohybuje v seriálech Nemocnice na kraji města po dvaceti letech nebo Ordinace v růžové zahradě. Jeho hlas je možné zaslechnout ve filmech Sandokan (Sir William Fitzgerald) a Princ Bajaja (1971). Hrál také v seriálu Ohnivý kuře (2016–2017).

## Televize
- 1969 Záhada hlavolamu (TV seriál) – role: Robert Komour
- 1970 Manon Lescaut (TV inscenace básnického dramatu) – role: rytíř de Grieux
- 1971 Mrtvý princ (TV pohádka) – role: Honza / princ Jan
- 1973 Zlatovláska (TV pohádka) – role: Jiřík
- 1974 Chytrost má děravé šaty (TV pohádka) – role: vladař
- 1979 30 případů majora Zemana (TV seriál) - role: básník Pavel Daneš
- 2022 Případy 1. oddělení (TV seriál) – role: František Tůma
- 2024 Zlatovláska – role: král